# Joshua B. Lee
Joshua B. Lee, född 23 januari 1892 i Childersburg, Alabama, död 10 augusti 1967 i Norman, Oklahoma, var en amerikansk demokratisk politiker. Han representerade delstaten Oklahoma i båda kamrarna av USA:s kongress, först i representanthuset 1935-1937 och sedan i senaten 1937-1943.
Lee studerade vid Oklahoma Baptist University, University of Oklahoma, Columbia University och Cumberland School of Law. Han deltog i första världskriget och undervisade sedan vid University of Oklahoma.
Lee blev invald i representanthuset i kongressvalet 1934. Han besegrade sedan sittande senatorn Thomas Gore i demokraternas primärval inför senatsvalet 1936. Han vann själva senatsvalet och efterträdde Gore i senaten i januari 1937. Han kandiderade till omval men förlorade mot republikanen Edward H. Moore i senatsvalet 1942.
Lee var baptist och frimurare. Hans grav finns på IOOF Memory Gardens Cemetery i Norman.